# Tulpanmanin

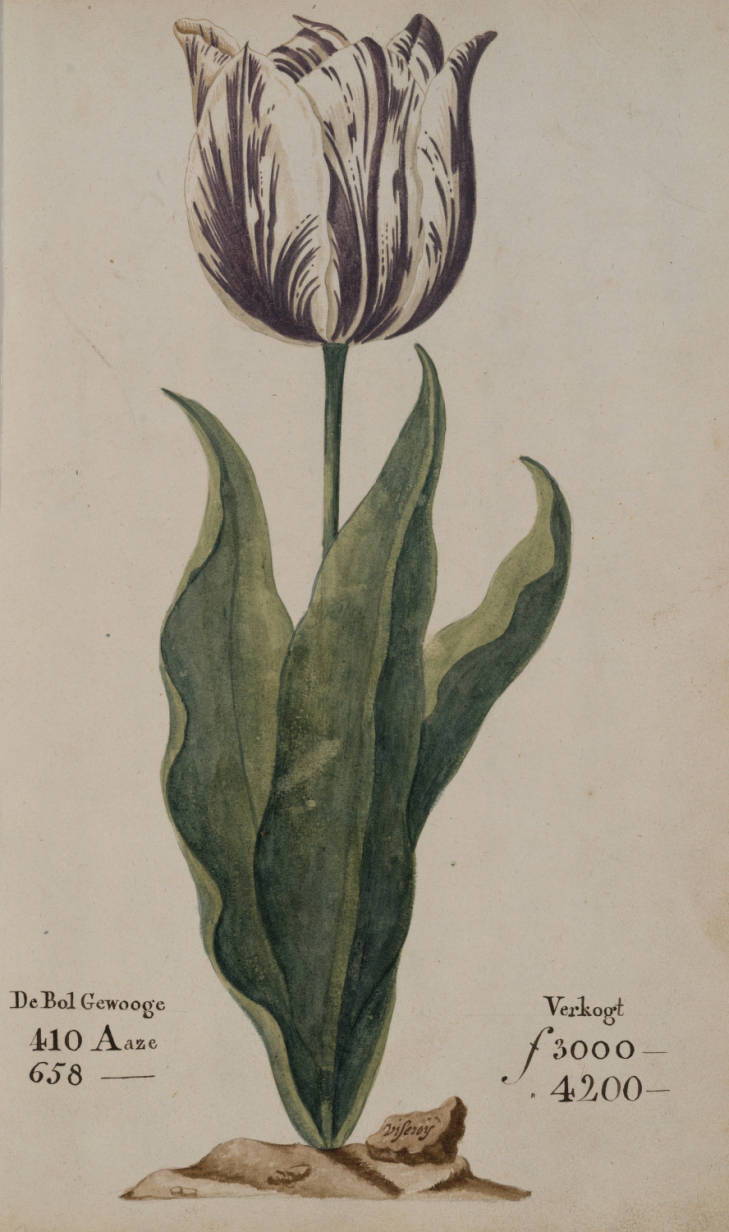
En tulpan känd som "vicekungen" (viseroij) från den holländska katalogen Verzameling van een Meenigte Tulipaanen från 1637. Dess lök erbjöds till försäljning för mellan 3 000 och 4 200 gulden beroende på vikt. En skicklig hantverkare tjänade vid den tiden runt 300 gulden om året.

Tulpanmanin (nederländska: tulpenmanie), även tulpomanin eller tulpansvindeln, var en period under den nederländska stormaktstiden när prisnivåerna för valda lökar av den nyintroducerade och moderiktiga tulpanen nådde extrema nivåer. Händelserna utspelade sig 1634–1637 med den kraftigaste prisstegringen omkring årsskiftet 1636–1637, innan prisraset i februari 1637.
Spekulationen inträffade under en period när den Nederländska republiken erfor en positiv ekonomisk utveckling, samtidigt som landet genomgick sociokulturella förändringar. En av de ekonomiska nymodigheterna var terminskontrakt. Handeln med terminer möjliggjorde tulpanaffärer året om, vilket var av stor vikt för manins utveckling eftersom dess höjdpunkt kom att utspela sig under vintersäsongen när lökarna låg planterade i jorden.
Manin har ansetts vara den första dokumenterade finansbubblan i historien, men det finns även ekonomer som avvisar tolkningen och ser det inträffade som ett uttryck för rationella marknadskrafter. Bristen på tillförlitliga prisuppgifter i arkivmaterial från perioden har lämnat utrymme för olika tolkningar. Den skotske journalisten Charles Mackays dramatiska beskrivning av tulpansvindeln som en ekonomisk katastrof – skriven tvåhundra år efter händelserna – har haft stort inflytande över synen på manin under lång tid därefter. I den moderna forskningen anses manin ha haft negativa konsekvenser för enskilda spekulanter, men inte för den nederländska ekonomin i stort. Trots det har tulpanmanin fortsatt att fascinera och användas som ett varnande exempel eller metafor i samband med senare spekulationsbubblor och finansiella kriser.

## Bakgrund

### Ekonomin under Nederländska stormaktstiden
Den Nederländska republikens ekonomiska och finansiella system utvecklades i början av 1600-talet samtidigt som landet fick en dominerande ställning genom sin kontroll över den internationella handeln. Nederländerna var ledande inom skeppsbygge och hade den största handelsflottan i Europa.
Under övergången till och i början av 1600-talet bildades försäkringsbolag, banker, samt en organiserad börs och aktiemarknad i Nederländerna. Landet var även hemvist för världens första börsnoterade företag: Nederländska ostindiska kompaniet (VOC), liksom för det något mindre ekonomiskt framgångsrika Nederländska västindiska kompaniet. Amsterdams köpmän hade en nyckelroll i den internationella handeln genom VOC, som under en period fick närmast monopol över den lukrativa handeln med Sydostasien.  Handelsresor till Asien kunde ge vinster på fyra gånger insatsen och i takt med att rikedomar från handeln ackumulerades ökade efterfrågan på olika lyxvaror. Den starka ekonomin har setts som en viktiga förutsättning för tulpanmanins uppkomst och utveckling. Tulpanens uppseglande roll som statussymbol sammanföll med ackumulering av rikedomar från den blomstrande handeln. Själva manin inträffade mot slutet av det åttio år långa nederländska frihetskriget mot Spanien. Vinsterna som tidigare vidarebefordrats till Spanien kunde nu stanna i Nederländerna.

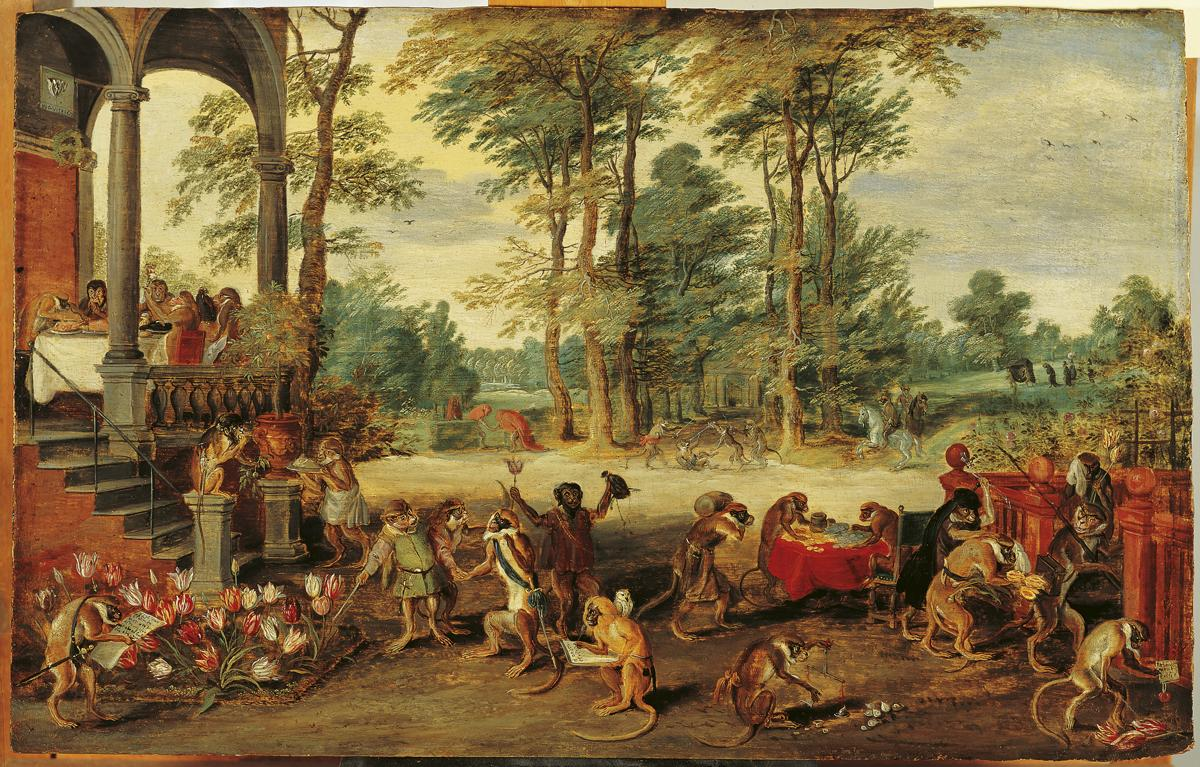
Allegori över tulpanmanin av Jan Brueghel den yngre (ca. 1640). Spekulanterna har målats som vettlösa apor i samtida överklassutstyrsel. En apa studerar priserna i produktkatalogen, mellan andra är handeln i full gång med lökar som vägs och pengar som räknas. En olycklig apa har dragits inför domstol och i ett hörn står en annan och kissar på ett par tulpaner.

Välståndet i republiken var så omfattande att de flesta större städer i Nederländerna i början av 1600-talet kunde finansiera offentliga barnhem och äldreboenden, vilket var unikt för tidsperioden. Landet drabbades av en tillfällig lågkonjunktur i samband med 1620-talet och återupptagna fientligheter med Spanien som resulterade i en spansk blockad. I början av 1630-talet gick ekonomin återigen in i en högkonjunktur samtidigt som penningmängden ökade, vilket i sin tur ökade möjligheterna till lyxkonsumtion och investeringar. Utöver den blomstrande handeln och de byten som säkrades genom kapning av spanska skepp, ledde det nederländska bankväsendets motstånd mot devalvering till ett inflöde av utländskt kapital.
Myndigheterna oroades samtidigt av terminshandelns volatilitet och risker. Den första lagen som inskränkte spekulativa affärer som blankning och terminshandel hade lanserats 1610 och ytterligare begränsningar eller förbud utfärdades 1621, 1630 och slutligen 1636, mitt under tulpanmanin. Brott mot lagstiftningen medförde inga straff. Däremot skedde stora delar av den terminshandel med tulpaner som accelererade från och med 1635 i praktiken utanför lagens ramar, och kontraktens juridiska status var oklar. Så länge priserna fortsatte att stiga och det var i de inblandades intresse att efterleva kontrakten utgjorde detta dock inget större problem.

### Tulpanens väg till Europa och Nederländerna
Tulpanens ursprung har spårats till bergskedjorna Pamir och Tianshan, norr om Himalaya i Asien. De vilda tulpaner som växer i den karga miljön har små kronblad och är ytterst härdiga. Lökarna spreds västerut av turkiska nomader och nådde slutligen Europa via det Osmanska riket. Osmanerna vördade tulpanen inte bara för dess skönhet utan också dess symboliska koppling till Allah och paradiset. Tulpanens införande i Europa har tidigare tillskrivits Ogier Ghislain de Busbecq, Ferdinand I:s ambassadör till sultanen av Turkiet. Sultanen ska omkring 1555 ha skickat de första lökarna och fröna från det osmanska riket till Wien, men det finns flera detaljer som talar emot berättelsen. Oavsett historiens riktighet så anlände tulpaner snart som handelsvara till kontinenten via flera handelsvägar.
Århundradet var ett genombrott sett till antalet introducerade växter. Man har uppskattat att antalet växter som nyintroducerades i Europa under 1500-talet var tjugo gånger fler än under de föregående tvåtusen åren. Utöver tulpanen nådde potatis, paprika, tomater och många andra grönsaker för första gången världsdelen. De intensiva och mättade färgerna hos tulpanens kronblad, samt de intrikata mönstren särskilde den från andra i Europa kända blommor och bidrog till dess attraktionskraft.
Det är okänt exakt när tulpanen kom till Nederländerna, men på 1580-talet var arten etablerad i landet. Tulpanen trivdes väl i den magra holländska sandjorden och var dessutom en förhållandevis tålig växt. Dess popularitet i Republiken Förenade Nederländerna tilltog efter att den sydnederländske botanikern Carolus Clusius hade tillträtt en tjänst vid universitetet i Leiden 1593 och etablerat landets första botaniska trädgård Hortus Botanicus Leiden 1594. År 1608 hade trädgårdens bestånd av tulpaner vuxit till mer än sexhundra lökar. Redan under Clusius tid i Leiden märktes det tilltagande intresset för tulpanlökar i form av många intresserade spekulanter och köpare, liksom ett flertal stöldräder. Under 1600-talets första decennier etablerade allt fler professionella trädgårdsmästare odlingar och plantskolor runt om i landet. Samtidigt ökade intresset för att skapa egna trädgårdar bland välbeställda borgare i landets städer.

## Historia

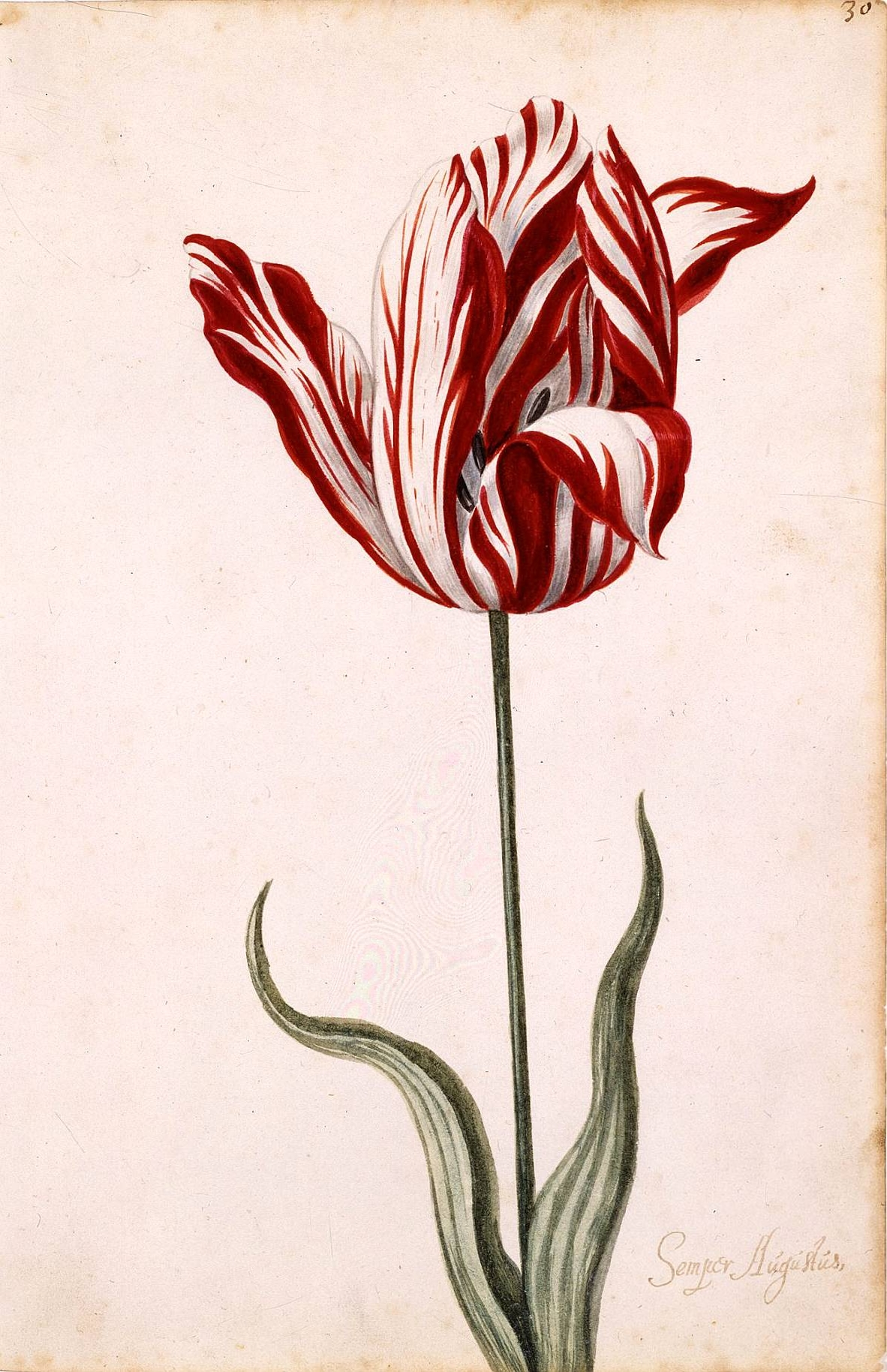
Semper Augustus, den mest åtråvärda tulpansorten under manin. Akvarell från 1600-talet av okänd konstnär.

### Tulpannomenklatur
Tulpaner blev snart en eftertraktad lyxartikel som erbjöds i ett överflöd av sorter. Dessa kom att klassificeras i olika grupper. De enfärgade tulpanerna i rött, gult eller vitt var kända som Coulertulpaner. De flerfärgade som Rosen (vita med rosa och röda färgtoner), Violetten (vita med lila eller purpurfärgade toner) och de mest sällsynta som Bisarren (gula med röda, bruna eller lila nyanser). De flerfärgseffekter som kunde bildas av böljande linjer och flammande ränder på kronbladen ansågs levande och spektakulära. Lökar som producerade dessa mer exotiska varianter blev hett eftertraktade. I efterhand har man kunnat konstatera att denna färgdräkt uppstår på grund av en infektion orsakad av tulpanspecifika mosaikvirus.
När de första tulpankatalogerna publicerades i början av 1610-talet hade nästan inga tulpansorter egennamn, de fick beskrivande namn baserat på sin färgdräkt. De olika sorterna begåvades sedan under en tid ofta med latinska namn i enlighet med tidsandan och för att höja deras status. Efter hand började odlarna ge eftertraktade sorter förnäma namn på nederländska. Prefix som amiral (nederländska: admirael) eller general (nederländska: generael) kombinerades ofta med odlarnas efternamn. Tulpanerna kunde heta exempelvis Admirael van der Eijck. Senare namngav man även blommor efter historiska personligheter som Alexander den store och Scipio Africanus, eller bredde på med storvulna prefix som "amiralernas amiral" och "generalernas general".

### Att odla och handla med tulpaner

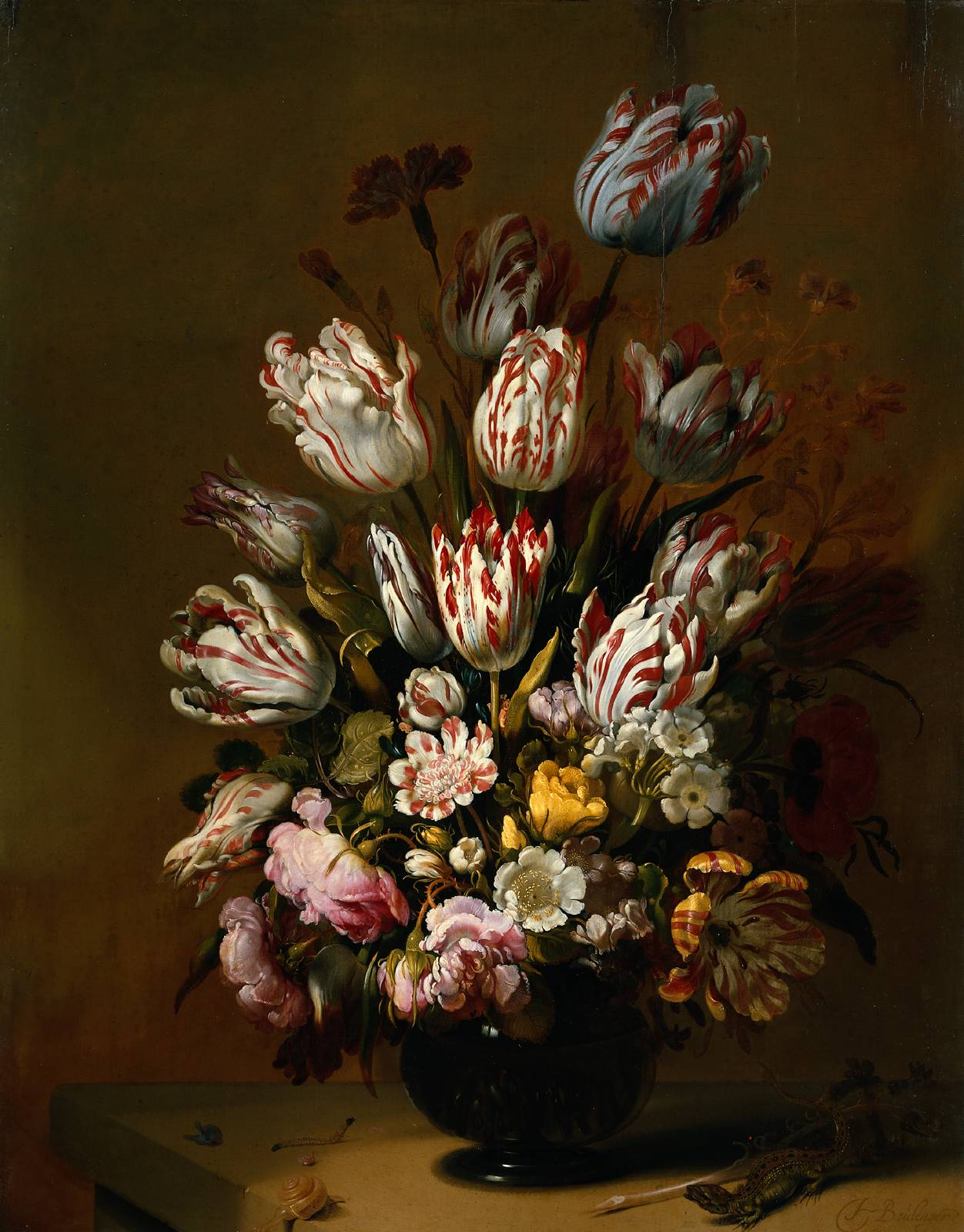
Stilleben med blommor av Hans Bollongier (1639). Ett blomsterarrangemang med flera Semper Augustus-tulpaner.

Tulpaner växer från lökar som kan odlas fram genom att sätta frön eller skott. Det tar omkring 7 år för ett frö att utvecklas till en blommande lök. Efter att blomman skjutit upp tillbakabildas den ursprungliga löken och ersätts med en klonal lök omgiven av skott. Odlade under rätt förutsättningar kommer dessa skott att utvecklas till nya blommande lökar, vanligtvis inom ett par år. Det mosaikvirus som gav upphov till färgskiftningarna hos de mer exklusiva tulpansorterna kan inte spridas via frön, utan bara genom skott. Dessutom försvårar viruset tillväxten av nya blommande lökar från skotten. Att odla fram de hetast eftertraktade varianterna krävde gott kunnande och flera års arbete. Majoriteten av dessa tulpansorter har inte bevarats.
Tulpanblomningen är en kortvarig historia och varar på norra halvklotet i regel under en till två veckor i tidsspannet april–juni. Under växtens vilande fas brukade man gräva upp lökarna och förvara dem torrt innan man återplanterade dem framemot september. Det var under denna period som fysiska tulpanlökar kunde byta ägare. Under resten av året skedde handeln med en form av terminskontrakt där florister och köpmän kunde förbinda sig att köpa en viss mängd tulpaner vid nästa säsong. Dyra och exklusiva tulpansorter såldes per ass medan enklare sorter bjöds ut per skålpund. Handeln med dessa terminer som populariserades 1635–1636 blev en viktig faktor för spekulationsbubblans utveckling.

#### Vindhandel och värdshus
Man talade om handeln med terminer som "vindhandel" (nederländska: windhandel), eftersom inga fysiska lökar bytte ägare. Merparten av handeln skedde därför utan möjlighet att beskåda varorna i sin blomstrande prakt. Köpmannen Emmanuel Sweert som bland annat handlade med tulpaner och agerade hovleverantör åt Rudolf II, lyckades övertyga kejsaren att ge ut den första tulpankatalogen; Florilegium publicerades 1612. Gravyrsamlingen Hortus Floridus som gavs ut 1614 blev så populär att den tre år senare kunde ges ut i en utökad version med ett tjugotal ytterligare avbildningar. Under åren som följde publicerades flera kataloger med avmålningar i akvarell eller gouache. Fler än femtio sådana kataloger har bevarats. Återgivningar av tulpaner spred sig snart utanför dessa kompendier till de kakelplattor som dekorerade nederländska hem. Rikedomarna som ansamlades i landet bidrog även till en omfattande produktion av tavlor med blomstermålningar. Priset för en målarmästares återgivning kunde vara en bråkdel av styckpriset för faktiska lökar av de sällsynta sorterna.
Handeln kunde ske genom formella auktioner, men majoriteten av affärerna med tulpaner förefaller ha ägt rum enskilt mellan två parter eller under delvis formella förhållanden i städernas värdshus. Stora städer som Amsterdam och Haarlem hade hundratals värdshus i olika prisklasser, där de finare kunde erbjuda separata rum för viktiga affärssamtal. På värdshusen samlades även "kollegier" (nederländska: collegie), en sammanslutning av ämneskunniga som ibland var inblandade i dispyter kring tulpanaffärer. Avtalen kunde ibland ske under insyn av en sakkunnig (nederländska: seghsman) som kom med egna synpunkter vid förhandlingen och kontrakt kunde upprättas formellt inför notarie, eller så sammanställde man helt enkelt ett kvitto. I samband med affärsuppgörelserna på värdshusen fanns en kutym för köparen att betala en "vinavgift" på 2,5 %, upp till maximalt 3 gulden. Ingen av parterna behövde erlägga säkerhet i samband med affären. Men som var fallet vid andra samtida affärsuppgörelser så kunde köparen lämna garantier i form av borgensmän.
Det finns exempel på tulpanspekulater från allehanda yrkeskategorier och olika samhällsskikt. Baserat på de uppgifter som bevarats antas de flesta inblandade i tulpanhandeln vara stadsbor aktiva som hantverkare. I samtida satirer ofta representerade av vävare. Vid den här tiden var dock personer som inte själva tillverkade varor utan enbart försörjde sig genom handel vanligen registrerade som hantverkare. En hantverkare som tjänade drygt 300 gulden om året kunde ha uppskattningsvis 50 till 100 gulden över för spekulation när levnadsomkostnaderna var betalda. Framgångsrika köpmän kunde tjäna tusentals gulden per år. Delar av den holländska eliten och statsmakten förfärades samtidigt av den ohämmade spekulationen och finansierade pamfletter som gjorde narr av tulpanspekulanterna. Publikationen av dylika satirer pågick redan två decennier före manins utbrott, den första bevarade pamfletten är en gravyr från 1614. Under manins sista veckor och tiden efter prisraset publicerades en stor mängd satiriska skrifter och sångtexter som kommenterade uppståndelsen.

### Tulpanmanins höjdpunkt och den efterföljande kraschen

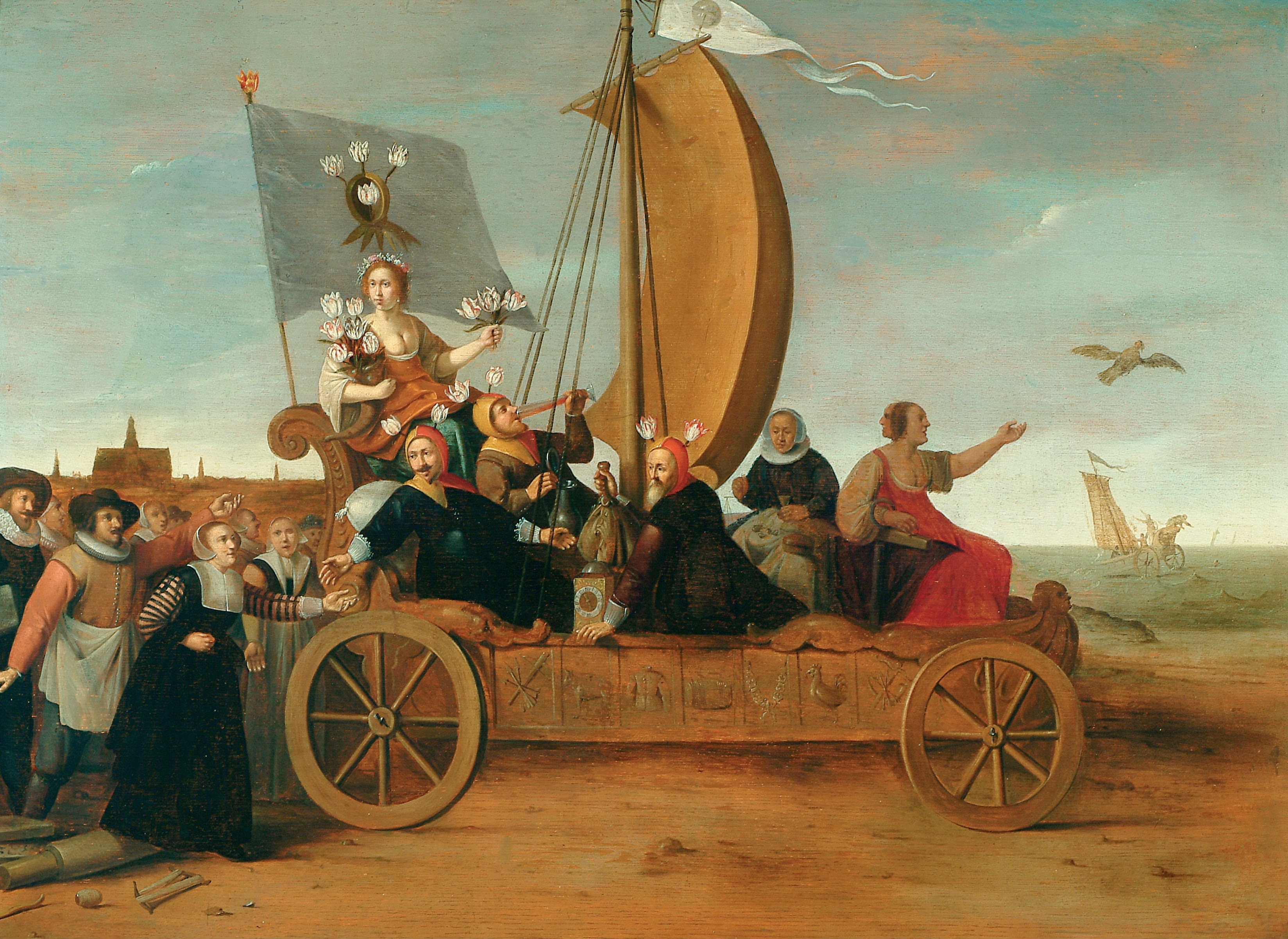
Floras narrkärra av Hendrik Gerritsz Pot (1637). Blomstergudinnan Flora far fram i vagn med ett tulpanfyllt ymnighetshorn. En av männen på vagnen dricker, en annan kramar sin myntsäck och den tredje smörjer sitt munläder. En av kvinnorna räknar pengar medan den andra låter hoppets duva fara. Kortegen åtföljs av stadens vävare som släppt sina skyttlar för att investera i tulpaner.

Allt eftersom blommornas popularitet ökade steg priserna för de mer eftertraktade varianterna stadigt fram till 1634. Omkring 1633 hade tillgången på tulpaner samtidigt förbättrats och enklare sorter erbjöds till försäljning av kringresande handelsmän, vilket öppnade upp för fler att ge sin in i den lukrativa tulpanbranschen. Samtidigt sågs ett ökat intresse för tulpanen som lyxartikel i Frankrike från 1634, vilket ökade efterfrågan på lökar. Därefter ökade spekulationen och priserna steg allt snabbare. Under det sista året innan kraschen ökade efterfrågan även för de billiga sorter som såldes per skålpund och tidigare inte ökat nämnvärt i pris.
Manins höjdpunkt utspelade sig under vintersäsongen 1636–1637 genom vindhandel där de inblandade lökarna låg planterade i jorden. Den största prisökningen skedde mellan december 1636 och februari 1637, varav den kraftigaste under manins höjdpunkt i början av februari. I samband med årsskiftet finns exempel på valda lökar som ökade i pris mer än tiofaldigt under loppet av ett par månader, men för många sorter framstår den omedelbara prisstegringen som marginell. Vid en auktion den 5 februari 1637 uppges en tulpan av sorten Viceroij ha auktionerats ut för 4 203 gulden och en Admirael van Enchuysen ska ha sålts separat för 5 200 gulden. Köparen av den senare blomman ska ha spenderat totalt 21 000 gulden, vilket motsvarade priset för två centralt belägna hus i Amsterdam. Totalsumman för auktionen inklusive separatförsäljningen ska ha uppgått till 90 000 gulden, prisuppgifterna betraktas dock som osäkra. Det finns uppgifter om ännu mer haussade priser där enskilda lökar ska ha sålts för omkring 10 000 gulden.
Inget utbyte av tulpaner skedde i slutändan på basen av de kontrakt som tecknades under vinterhalvåret 1636–1637 eftersom handeln plötsligt kollapsade i februari 1637. En samtida satirtext daterar början på kraschen till tisdagen den 3 februari i Haarlem, där en auktionsutropare trots sänkningar av utropspriset inte lyckas finna köpare för de utannonserade tulpankontrakten. De exakta omständigheterna för kraschen är dock okända. Prisfallet för tulpanmarknaden tycks ha inträffat mot slutet av den första veckan i februari 1637, vilket ledde till att de upprättade kontrakten blev föremål för dispyt. Den 7 februari, bara två dagar efter den framgångsrika auktionen, samlades odlare i Utrecht för att välja representanter till ett krismöte i Amsterdam. Odlarna hade hamnat i en svår situation eftersom det inte längre fanns något intresse att efterleva de nu ofördelaktiga terminskontrakten, som dessutom inte var juridiskt bindande. I slutet av februari samlades representanterna för landets tulpanhandlare i Amsterdam för att överlägga. De föreslog att alla kontrakt slutna innan december 1636 skulle vara bindande medan senare kontrakt skulle kunna hävas av köparen mot en straffavgift på 10 % av det överenskomna priset. Ärendet fördes till Hollands överdomstol som i april avböjde att ge utslag i frågan och istället lämnade till städernas ledning att hantera tvisterna. Delstatsledningen i Holland lösgjorde parterna från terminskontrakten för att istället låta odlarna ingå nya avtal till sommaren. I staden Haarlem dröjde processen längre, efter att stadsledningen först lämnat till parterna att själva lösa sina tvister genom skiljedom eller andra metoder. I maj 1638 beordrade stadens ledning att köparna nu kunde lösa sig från sina kontrakt genom att betala 3,5 % av det avtalade priset. Domstolarna i Nederländerna var under 1639 fortfarande upptagna med ett större antal tvistemål gällande tulpanaffärer. I slutändan löstes de flesta kontrakt inte ut.

## Ekonomisk analys

Prisindex för tulpanlökskontrakt enligt Earl Thompson. Eftersom data saknades från 9 februari fram till 1 maj så är den fallande kurvans exakta lutning okänd. Det är däremot välkänt att priset kraschade platt i februari.

### Bristen på tillförlitlig prisinformation
Bristen på säkra prisuppgifter från stora delar av den kritiska tidsperioden skymmer det faktiska händelseförloppet. Eftersom handeln skedde på flera platser och under olika former upprättades aldrig något enhetligt arkivmaterial över transaktionerna. En betydande andel av de faktiska prisuppgifterna och beskrivningen av händelseförloppet kring kraschen kommer ursprungligen från pamfletten Dialoger mellan Waermondt och Gaergoedt, som i egenskap av satir över manin är av tveksamt värde som källa. De många tulpankataloger som har bevarats från 1600-talets början saknar i regel prisuppgifter. Från de första månaderna efter kraschen i februari 1637 saknas prisuppgifter helt. Därefter finns enstaka uppgifter om hur tidigare dyrbara lökar sålts för mellan 1 och 5 % av sitt tidigare värde.
Prisstegringen på tulpanlökar under manins höjdpunkt har uppskattats till flera hundra procent och kan ha varit ännu högre för exklusiva sorter. Ekonomen Peter Garber har samlat in data om försäljningen av 161 lökar av 39 sorter från 1633 till 1637, varav 53 hade registrerats i satirskriften. Nittioåtta försäljningar registrerades på bubblans slutdatum, den 5 februari 1637, med stora skillnader i pris. Dessa försäljningar skedde i olika slags sammanhang, mellan olika typer av köpare och säljare, samt med olika betalningsmedel; vilket komplicerar direkta prisjämförelser. Enligt Garbers analys finns likheter mellan prisstegringen under tulpanmanin och senare spekulationer i blomsterlökar, bland annat för hyacinter.

### Bubblans vara eller inte vara
Händelsen har ansetts vara den första dokumenterade finansbubblan i historien. Finansbubblan, som var ett för tiden okänt fenomen, utvecklades dock inte till en regelrätt finanskris. Den Nederländska republikens ekonomi fortsatte utvecklas i positiv riktning under och åren efter manin. I kriget mot Spanien skedde framgångar både på land och till sjöss mellan 1636 och 1639. Aktiekursen för Nederländska ostindiska kompaniet ökade till nästan det dubbla under samma tidsperiod. Den ekonomiska utvecklingen var fortsatt positiv i princip fram tills det fransk-nederländska kriget utbröt 1672, även om tillväxten var något svagare i början av 1640-talet. Det har föreslagits att denna avmattning späddes på av minskade tillgångar hos flera hushåll i tulpankrisens spår och en ovilja eller oförmåga att ge sig in i nya investeringar. I efterförloppet av manin tycks flera personer ha hamnat i ekonomiska svårigheter och antalet konkurser i Amsterdam 1637 var dubbelt så många jämfört med två år tidigare. Men historikern Anne Goldgar har i sina omfattande undersökningar av arkivmaterial inte påträffat bevis för att någon gick i konkurs på grund av tulpanaffärer.
Det har riktats kritik mot beskrivningen av tulpanmanin som en bubbla från flera ekonomer som istället väljer att tolka utvecklingen som ett resultat av rationella marknadskrafter. Peter Garber är en av de ekonomer som tolkat prisrörelserna som ett resultat av normala marknadsrörelser. Ekonomen Earl Thompson har argumenterat för att manin kan ses som en naturlig följd av att terminerna i praktiken omvandlats till optioner. Han föreslår att förväntningar på att kontrakten skulle annulleras i domstolarna på ett tidigt stadium påverkade prisutvecklingen. Thompson får stöd av ekonomen David DeRosa i att kontrakten efter kraschen i praktiken omvandlades till optioner, men DeRosa ifrågasätter huruvida det går att dra ytterligare slutsatser kring samtidens syn på kontrakten dessförinnan utifrån det knapphändiga källmaterialet. Varken Garbers eller Goldgars undersökningar har påträffat några tulpankontrakt som vid upprättandet var skrivna som optioner. Ekonomen Douglas French har avfärdat försöken att förklara tulpanmanin i rationella termer och bedömer att det rörde sig om en finansbubbla pådriven av den kraftigt ökande penningmängden.
Det förefaller ha funnits en fortsatt efterfrågan på de mer exklusiva tulpansorterna även om priserna hade sjunkit ordentligt. Fem till sex år efter kraschen finns prisuppgifter från en auktion där exklusiva lökar såldes för flera hundra gulden styck med en total försäljning motsvarande drygt 42 000 gulden.

### Påverkan från pestepidemin
Ett pågående utbrott av böldpest mellan 1635 och 1637 har föreslagits påverka manins utveckling på olika sätt. Det kan ha bidragit till att folk höll sig undan från att göra affärer, men likaväl pekats ut som en pådrivare till bubblan som drev människor att ta större risker på andra områden av ren fatalism. Dessutom dog det bara i Amsterdam drygt 17 000 människor, i Leiden drygt 14 000 och i Haarlem avled 14 % av befolkningen. Dödssiffrorna ledde till en minskad tillgång på arbetskraft som bör ha drivit upp lönenivåerna, med ökad möjlighet till lyxkonsumtion och investeringar.

## Arvet efter tulpanmanin

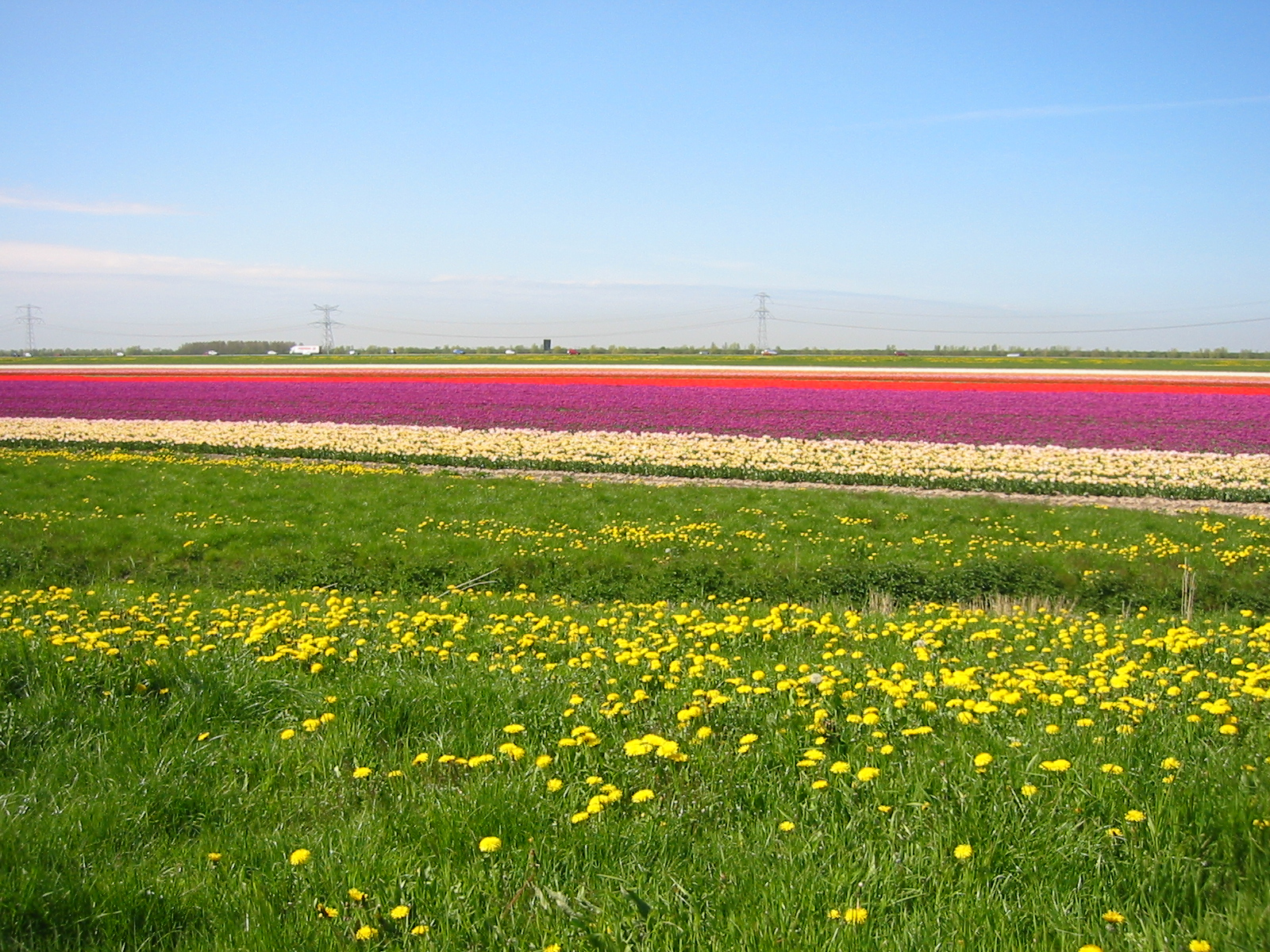
Tulpanfält i Nederländerna.

Historikern Anne Goldgar har hävdat att även om tulpanmanin inte var en finansiell kris, så var det ändå en traumatisk händelse för landets invånare. I en tid när landet genomgick ekonomiska, kulturella och samhälleliga förändringar, bidrog tulpanhandelns plötsliga uppgång och fall till ett ifrågasättande av samhällets värderingar och själva konceptet värde. Från religiöst håll framfördes också att kraschen och även den tidigare pestepidemin var gudomliga straff, utmätta för att varna de välbärgade holländarna för deras fåfänga och upptagenhet med pengar.
Nästan hundra år senare anspelade man på tulpanmanin i satirer som drev med den under 1720-talet samtida söderhavsbubblan. I Johann Beckmanns skrifter från 1780-talet jämförde han sin tids "misslyckade lotterier" med tulpanmanin. Han förutspådde att även lotterierna skulle gå under och dömas på samma sätt av eftervärlden. Under början av 1800-talet påpekades likheterna mellan den tidigare tulpanmanin och den tilltagande spekulationen i såväl aktier som statliga obligationer.
Tulpanmanin uppmärksammades igen 1841 i och med publiceringen av Extraordinary Popular Delusions and the Madness of Crowds, skriven av den skotske journalisten Charles Mackay. Även Mackay led brist på adekvat prisinformation och har hämtat sin information från Johann Beckmann, som i sin tur byggde sin framställning på uppgifterna från Dialoger mellan Waermondt och Gaergoedt. Mackay hävdade att många investerare ruinerades och att den nederländska ekonomin drabbades av en chock. Bokens dramatiska beskrivning av tulpanmanins efterverkningar har varit tongivande under lång tid därefter. Boken har tack vare revisioner och återutgivningar fortsatt att släppas i nya upplagor fram till början av 2000-talet. Trots att den inte utgör och sannolikt inte var menad som en välavvägd undersökning har dess slutsatser kommit att citeras i såväl facklitteratur inom investering som i vetenskapliga tidskrifter. Det sena 1800-talets och tidiga 1900-talets historiker som intresserade sig för händelsen beskrev den fortsatt som en "vansinnig" spekulation med stora konsekvenser. Den framställdes som en del av den nederländska guldålderns skuggsida och ett varnande exempel.
Termen tulpanmani har även senare kommit att användas som jämförelse i samband med andra finansiella bubblor. Ofta utifrån den klassiska bilden av tulpanmanin som ett uttryck för irrationell spekulation och i form av retoriskt grepp. Den blev återigen en populär analogi under IT-bubblan kring millennieskiftet 2000, liksom vid bankkrisen i USA omkring 2008. År 2013 använde den nederländska centralbankens chef Nout Wellink epitetet "värre än tulpanmanin" för att beskriva Bitcoin.
Tulpanen är alltjämt en populär symbol för Nederländerna. I början av 2000-talet stod landet för 70 procent av den kommersiella odlingen av prydnadsblommor för den internationella marknaden och kontrollerade hela 90 procent av världshandeln. Sällsynta varianter kan fortfarande betinga ett högt pris. En sällsynt variant av tulpanlökar erbjöds 1987 till försäljning för 5 000 gulden per kilo. Samma år såldes en "mindre mängd" lökar av en särskilt exklusiv lilja för ett pris på 1 miljon gulden (omkring 3 miljoner kronor).